# Кош-Добо
Кош-Добо (кирг. Кош-Дөбө) — село в Кадамжайском районе Баткенской области Кыргызстана. Входит в состав айылного аймака Орозбеков.

## География
Село расположено в восточной части области, к западу от реки Шахимардан, на расстоянии приблизительно 9 километров (по прямой) к юго-западу от города Кадамжай, административного центра района.

## История
Населённый пункт получил статус села 2 августа 2019 года.

## Население
Согласно оценочным данным Национального статистического комитета Кыргызской Республики, численность населения села на начало 2023 года составляла 1028 человек.
| год     | 2020 | 2021 | 2023 |
| ------- | ---- | ---- | ---- |
| человек | 1478 | 972  | 1028 |